# Araucaria humboldtensis
Araucaria humboldtensis és una espècie de conífera de la família de les araucariàcies (Araucariaceae), endèmica de Nova Caledònia.

## Descripció
Araucaria humboldtensis és un dels arbres més petits de la seva família, que pot arribar a fer entre 6 i 15 m d'alçada, amb una capçada semblant a un canelobre. L'escorça està exfoliada en escates quadrangulars o en tires fines, marró brillant i que es torna grisós. Les branques són en forma de V. Les fulles juvenils són en forma d'escata, té un nervi central prominent, carenat, àpex acuminat i corbat, de 5 a 6 mm de llarg per 4 a 5 mm d'ample. Els cons masculins són cilíndrics, de fins a 6 cm de llarg per 15 mm d'ample, retorçat, amb microesporofil·les triangulars. Els cons femenins són subglobosos, de 9 cm de llarg per 8 cm d'ample; les bràctees són erectes fins a 6 mm de llargada. Les llavors fan 3 cm de llarg amb ales amples.

## Distribució
Araucaria humboldtensis és una espècie endèmica de Nova Caledònia que es troba en estat salvatge només en tres poblacions restants al sud de l'illa principal (Grande Terre), on creix al Mont Humboldt, Mont Mou i Mont des Sources a una altitud d'entre 750 i 1500 m sobre roques ultramàfiques i és un arbre dominant prop del cim del Mont Humboldt.

## Estat de conservació
Araucaria humboldtensis és una espècie amenaçada per la pèrdua d'hàbitat, ja que tot i que les poblacions salvatges restants es troben dins d'àrees protegides, l'augment de la freqüència d'incendis forestals en els darrers anys ha provocat una degradació continuada de l'hàbitat i un augment de la mort dels arbres madurs.

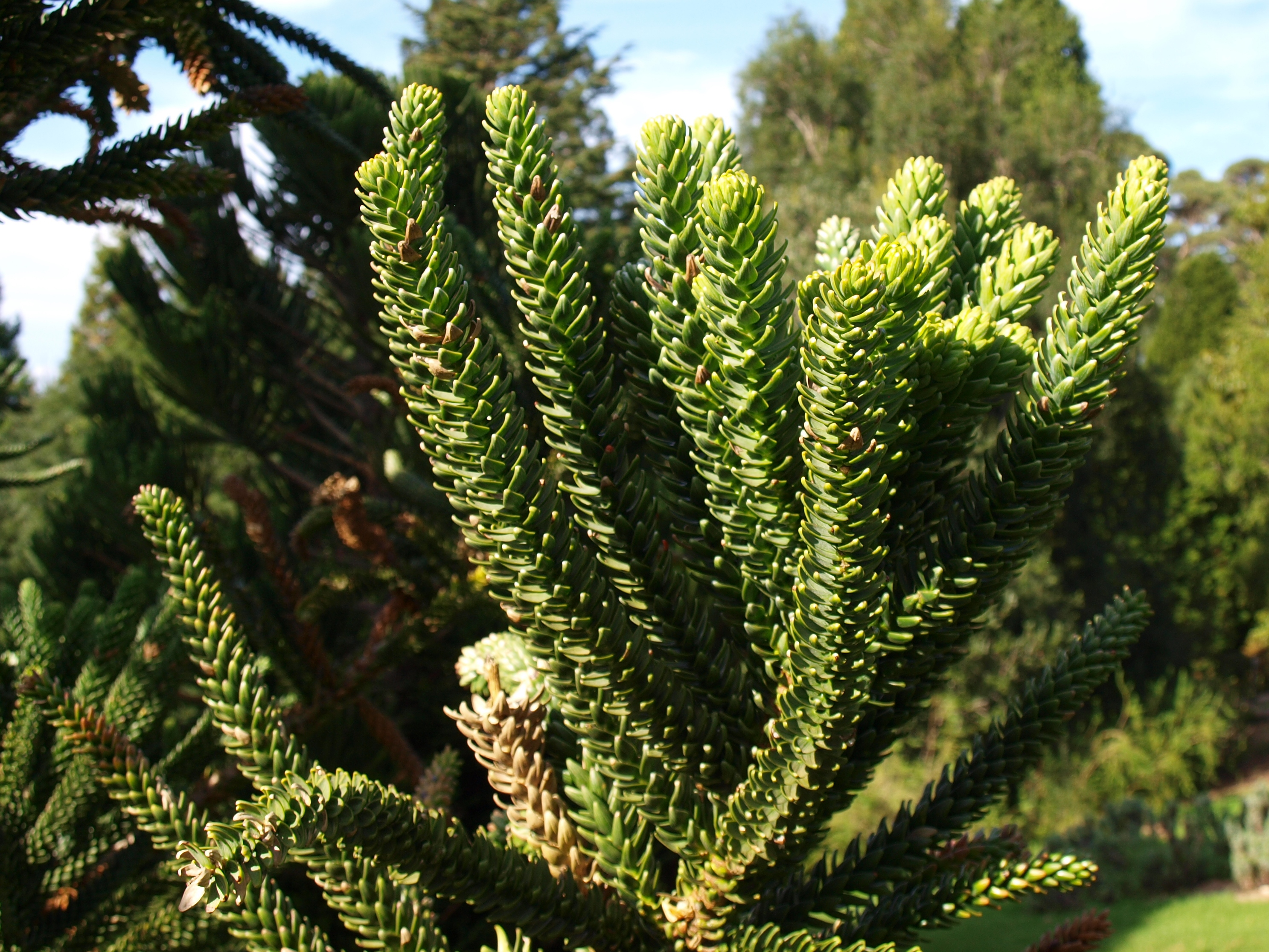
Fulles
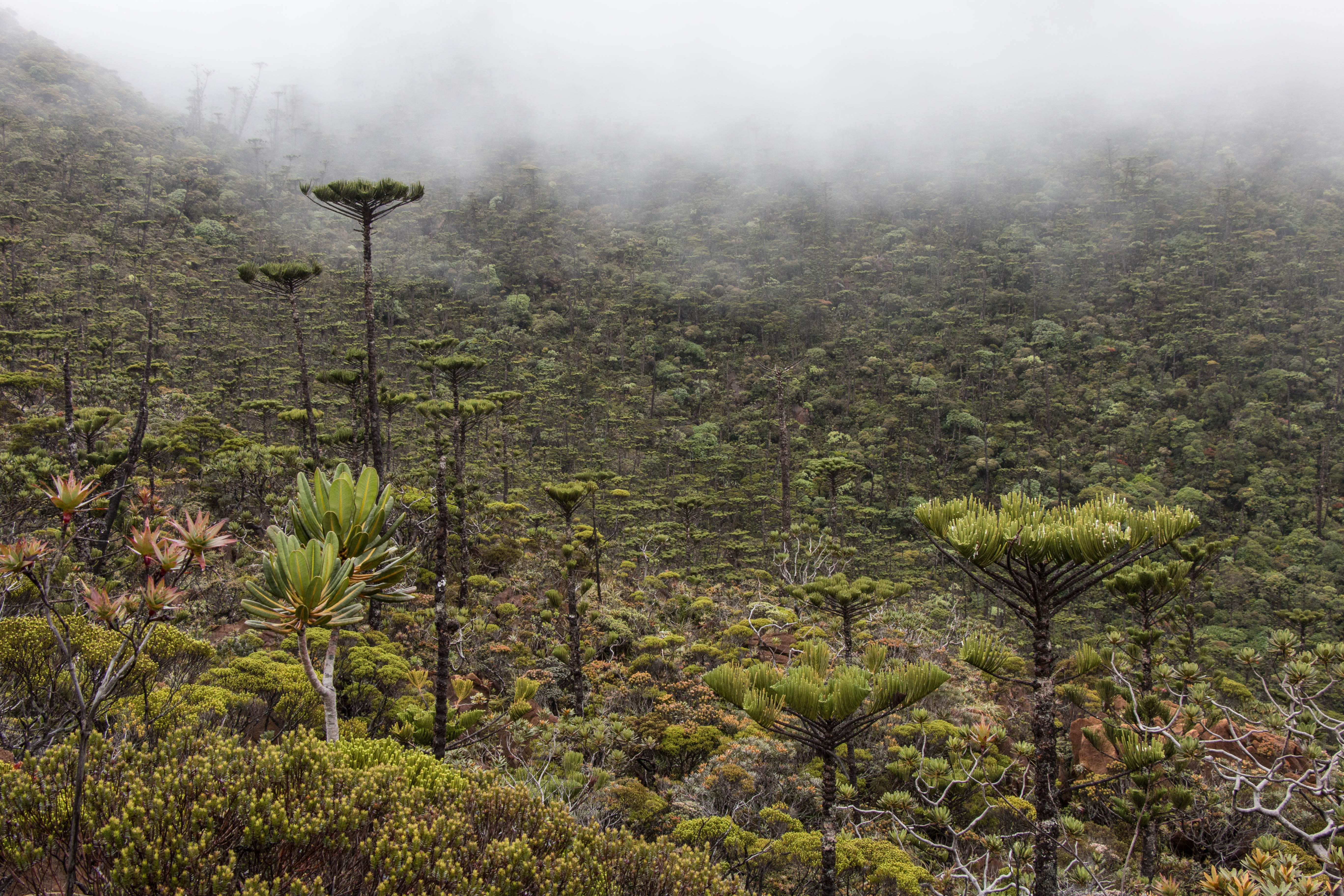
Araucaria humboldtensis creixent en altitud

### Plagues
Aquesta espècie està subjecta a l'atac de dos tipus d'escarabats morruts (un morrut de la subfamília Cossoninae i un cerambícid) que desencadenen extenses efusions de resina. La mateixa resina forma l'hàbitat d'un ascomicot, Resinogalea humboldtensis, i també d'un altre fong no identificat. Aquesta circumstància excepcional "indica que els abocaments de resina induïts per escarabats devien ser prou comuns i continus per permetre l'evolució i l'existència continuada d'una espècie d'ascomicot única específica d'aquest substrat inusual". Aquests escarabats i fongs són endèmics i poden ser únics d'A. humboldtensis . En altres llocs entre les coníferes, només se coneixen fongs resinícols endèmics a les sequoies i la sequoia gegant.

## Taxonomia
Araucaria humboldtensis va ser descrita per John Theodore Buchholz i publicat a Bulletin du Muséum d'Histoire Naturelle, sér. 2 21: 279, a l'any 1949.
Etimologia
Araucaria: nom genèric que prové dels araucans.
humboldtensis: epítet geogràfica on va se trobat per primera vegada al Mont Humboldt de Nova Caledònia.
Sinonímia
- Eutassa humboldtensis (J.Buchholz) de Laub.[4]